# Ultraphon
Ultraphon bylo německo-české hudební vydavatelství působící od 20. do 40. let 20. století.
Ve 20. letech vznikl německý label Ultraphon v nizozemském vlastnictví. Práva na jeho české zastoupení získala v roce 1929 pražská firma Ravitas, která vydávala nahrávky německého Ultraphonu a již od počátku také zajišťovala realizaci a vydávání desek českých umělců. Ti ovšem zpočátku museli nahrávat v Berlíně a následně v provizorním studiu v Praze. Definitivní pražské studio Ultraphonu bylo dokončeno až později. V roce 1932 zkrachoval německý Ultraphon a nizozemští majitelé odprodali Ravitasu své české aktivity, včetně práva na využití ochranné známky. Téhož roku tak vzniklo české hudební vydavatelství Ultraphon v podobě akciové společnosti. Ve 30. letech vydával label na gramofonových deskách populární interprety (jako jsou R. A. Dvorský, Benešova dechová hudba, Vlado Klemens, Josef Skupa či Karel Vacek) a věnoval se klasické hudbě, jazzu, swingu a mluvenému slovu a vlastnil též ochrannou známku Supraphon. Podobně jako druhé velké české prvorepublikové vydavatelství Esta byl i Ultraphon po skončení druhé světové války na základě Benešových dekretů v roce 1946 znárodněn a stal součástí národního podniku Gramofonové závody.
Název Ultraphon byl v roce 1949 použit pro nově vzniklý závod Gramofonových závodů (GZ), který sloužil pro tuzemskou distribuci gramofonových desek a gramofonů. Zrušen byl při reorganizaci podniku roku 1951. V rámci GZ tehdy působil i závod Supraphon věnující se exportu. Samotné GZ byly později přejmenovány na Státní hudební vydavatelství a roku 1967 na Supraphon, čímž využily jeden ze dvou labelů vlastněných meziválečným Ultraphonem.